# Lewica, Ekologia, Wolność

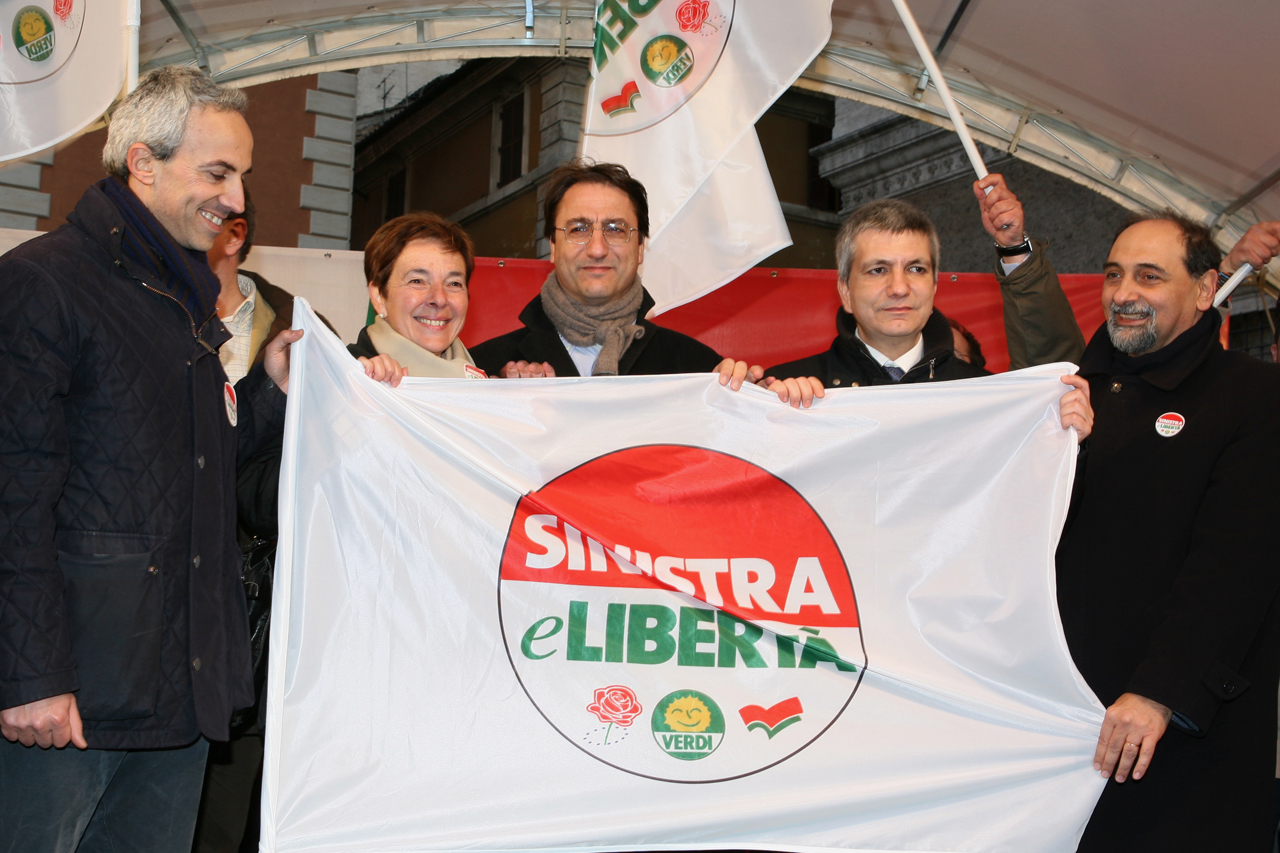
Marco Di Lello, Grazia Francescato, Claudio Fava, Nichi Vendola i Umberto Guidoni

Lewica, Ekologia, Wolność (wł. Sinistra Ecologia Libertà, SEL) – włoska koalicja lewicowych partii politycznych powołana w 2009, od 2010 do 2016 jednolite ugrupowanie polityczne.

## Historia
Blok pod nazwą Lewica i Wolność (Sinistra e libertà) został oficjalnie powołany 16 marca 2009 celem wspólnego startu w wyborach do Parlamentu Europejskiego. Utworzyło go łącznie pięć pozaparlamentarnych ugrupowań komunistycznych, socjalistycznych i zielonych. W jego skład weszły:
- Ruch na rzecz Lewicy (Movimento per la Sinistra, MpS), partia powstała w 2009 w wyniku rozłamu w Odrodzeniu Komunistycznym,
- Zjednoczenie Lewicy (Unire la Sinistra, UlS), partia powstała w 2009 w wyniku rozłamu w Partii Komunistów Włoskich,
- Demokratyczna Lewica (Sinistra Democratica, SD),
- Federacja Zielonych (Federazione dei Verdi, Verdi),
- Partia Socjalistyczna (Partito Socialista, PS).

Pod koniec VI kadencji do partii członkowskich należało łącznie 13 europosłów. Koalicja uzyskała w głosowaniu 3,12% głosów i nie przekroczyła progu wyborczego. Ugrupowania członkowskie miały powołać jednolitą formację, która po wyborach zmieniła nazwę. Ostatecznie Zieloni i Partia Socjalistyczna zdecydowały się opuścić federację. Pozostałe trzy stronnictwa, wraz z niewielkimi frakcjami z Verdi i PS, pozostały w ramach SEL. Kongres założycielski odbyła się w październiku 2010. Przewodniczącym został Nichi Vendola, a koordynatorem Claudio Fava.
W wyborach w 2013 ugrupowanie wystartowało w koalicji z Partią Demokratyczną. Uzyskało około 3% głosów, co przełożyło się na 7 mandatów w Senacie i 37 mandatów (w tym dodatkowe z uwagi na wygrane przez koalicję wybory) w Izbie Deputowanych. Ugrupowanie pozostało jednak w opozycji do współtworzonych przez PD gabinetów.
17 grudnia 2016 partia została rozwiązana w związku z tworzeniem nowej lewicowej formacji pod nazwą Sinistra Italiana, które powstało formalnie w lutym 2017. Kilkunastu deputowanych wywodzących się z SEL przeszło jednak wkrótce z frakcji SI do nowego ruchu politycznego Artykuł 1 – Ruch Demokratyczny i Postępowy.